# Sandra Marton
Sandra Marton (30 de junio de 19?? en Estados Unidos) es una popular escritora estadounidense de novelas románticas. Publica para Harlequin Enterprises Ltd desde 1985. Ha escrito más de 75 títulos. 

## Biografía
Sandra Marton nació el 30 de junio en los Estados Unidos. Se graduó en la escuela secundaria con honores en inglés, se graduó con los más altos honores en la universidad en inglés y también se graduó cum laude. 
Sandra está casada y tiene un hijo casado, una nieta y un nieto. Reside en el sur de Nueva Inglaterra, Estados Unidos.

### Novelas
- Rapture in the Sands (1985)
- From This Day Forward (1985)
- Game of Deceit (1986)
- Out of the Shadows (1986)
- Intimate Strangers (1987)
- Lovescenes (1987)
- Heart of the Hawk (1988)
- A Flood of Sweet Fire (1988)
- Deal with the Devil (1988)
- Cherish the Flame (1988)
- Fly Like an Eagle (1989)
- Eye of the Storm (1989)
- Consenting Adults (1990)
- Nightfires (1990)
- Garden of Eden (1990)
- The Corsican Gambit (1991)
- That Long-ago Summer (1991)
- Roarke's Kingdom (1991)
- A Bride for the Taking (1992)
- Roman Spring (1993)
- A Woman Accused (1993)
- No Need for Love (1993)
- Hostage of the Hawk (1994)
- Master of El Corazón (1994)
- Emerald Fire (1995)
- Til Tomorrow (1996)
- A Proper Wife (1996)
- The Second Mrs. Adams (1996)
- Until You (1997)
- Marriage a Hollywood (1997)
- The Bedroom Business (2000)
- Cole Cameron's Revenge (2001)
- Mediterranean Moments (2002)
- The Borghese Bride (2003)
- For Love or Money (2003)
- The Sicilian's Christmas Bride (2006)
- The Italian Prince's Pregnant Bride (2007)
- The Greek Prince's Chosen Wife (2007)
- The Spanish Prince's Virgin Bride (2007)

### Serie Dreams
1. By Dreams Betrayed (1990)
2. Lost in a Dream (1991)

### Serie Landon's Legacy
1. An Indecent Proposal (1995)
2. Guardian Groom (1995)
3. Hollywood Wedding (1996)
4. Spring Bride (1996)

### Serie Wedding Of The Year!
1. The Bride Said Never! (1997)
2. The Divorcee Said Yes! (1997)
3. The Groom Said Maybe! (1998)

- Wedding of the Year (Omnibus) (2002) (The Bride Said Never! / The Divorcee Said Yes! / The Groom Said Maybe!)

### Serie Romano
1. The Sexiest Man Alive (1998)
2. Romano's Revenge (2000)

### Serie Barons
1. Marriage on the Edge (1999)
2. More Than a Mistress (1999)
3. Slade Baron's Bride (1999)
4. The Taming of Tyler Kincaid (2000)
5. Mistress of the Sheik (2000)
6. The Alvares Bride (2001)
7. The Pregnant Mistress (2002)
8. Raising the Stakes (2002)

### Serie O'Connells
1. Keir O'Connell's Mistress (2003)
2. The Sicilian Surrender (2003)
3. Claiming His Love-Child (2004)
4. The Sheikh's Convenient Bride (2004)
5. The One-Night Wife (2004)
6. The Sicilian Marriage (2005)

### Serie Knight Brothers
1. The Desert Virgin (2006)
2. Captive in His Bed (2006)
3. Naked in His Arms (2006)

### Serie Multi-autor Walk Down the Aisle
- Yesterday and Forever (1992)

### Serie Multi-autor Do Not Disturb
- The Bridal Suite (1998)

### Serie Multi-autor Cooper's Corner
- Dancing in the Dark (2002)

### Serie Multi-autor Forrester Square
- Ring of Deception (2003)

### Serie Multi-autor The Ramírez Bride
3. The Disobedient Virgin (2005)

### Colecciones
- Desert Destiny: Sheikh's Revenge, Hostage of the Hawk (1994)
- High Society Grooms (2002)
- Raising the Stakes / The Runaway Mistress (2005)

### Antología en colaboración
- Christmas Affairs (1998) (con Helen Bianchin y Sharon Kendrick)
- Desert Heat (1999) (con Emma Darcy y Lynne Graham)
- Amnesia (2000) (con Lee Wilkinson y Rebecca Winters)
- Father and Child (2000) (con Jacqueline Baird y Emma Darcy)
- Married in Spring (2001) (con Stella Cameron y Bobby Hutchinson)
- Nine to Five (2001) (con Kim Lawrence y Cathy Williams)
- Seduced by a Sultan (2004) (con Emma Darcy y Liz Fielding)
- His Boardroom Mistress (2005) (con Helen Bianchin y Cathy Williams)
- Outback Reunion / Disobedient Virgin (2005) (con Bronwyn Jameson)